# Helena Kadare
Helena Kadare, született Elena Gushi (Fier, 1943. –) albán író, forgatókönyvíró, műfordító.  1970-ben megjelent Një lindje e vështirë (’Nehéz szülés’) regénye, az első olyan Albániában kiadott regény, amelyet női szerző írt.

## Pályafutása
A Tiranai Egyetemen irodalmi tanulmányokat végzett, utána újságíróként és kiadói szerkesztőként dolgozott.
Számos elbeszélést írt; 1970-ben megjelent Një lindje e vështirë regénye, az első olyan Albániában kiadott regény, amelyet női szerző alkotott. Një grua nga Tirana (1994) című regénye francia és német fordításban is megjelent 1995-ben illetve 2009-ben. Albán nyelvre fordította Tanizaki Dzsunicsiró és Isaac Bashevis Singer egy-egy kötetét.
1963. október 22-én házasodott össze Ismail Kadare íróval. 1990 óta Párizsban élnek. Lányuk, Besiana Kadare Albánia nagykövete az ENSZ-nél és Albánia nagykövete Kubában.

## Művei

### Regények
- Një lindje e vështirë (’Nehéz szülés’), 1970
- Një grua nga Tirana (’Egy tiranai asszony’), 1990 ISBN 99927-45-13-4
- Bashkëshortët (’Házastársak’), 2002 ISBN 99927-45-77-0
- Kohë e pamjaftueshme (’Idő szűke’), 2011 ISBN 978-99956-87-51-9

### Forgatókönyv
- Nusja dhe shtetërrethimi, 1978

## Fordítás
- Ez a szócikk részben vagy egészben  a   Helena Kadare című angol Wikipédia-szócikk ezen változatának fordításán alapul.  Az eredeti cikk szerkesztőit annak laptörténete sorolja fel. Ez a jelzés csupán a megfogalmazás eredetét és a szerzői jogokat jelzi, nem szolgál a cikkben szereplő információk forrásmegjelöléseként.
- Ez a szócikk részben vagy egészben  a   Helena Kadare című német Wikipédia-szócikk ezen változatának fordításán alapul.  Az eredeti cikk szerkesztőit annak laptörténete sorolja fel. Ez a jelzés csupán a megfogalmazás eredetét és a szerzői jogokat jelzi, nem szolgál a cikkben szereplő információk forrásmegjelöléseként.